# وایپیو (هاوایی)
وایپیو (به انگلیسی: Waipio) یک منطقهٔ مسکونی در ایالات متحده آمریکا است که در هاوایی واقع شده‌است. وایپیو ۳٫۱ کیلومتر مربع مساحت و ۱۱٬۶۷۴ نفر جمعیت دارد و ۱۱۶ متر بالاتر از سطح دریا واقع شده‌است.